# Liwadija
Liwadija (russisch Ливадия, ukrainisch Лівадія, krimtatarisch Livadiya) ist eine Siedlung städtischen Typs auf der Halbinsel Krim. 2016 lebten dort 1618 Einwohner. Hier befindet sich ein ehemaliger Palast der Zaren, in dem 1945 die Konferenz von Jalta stattfand.

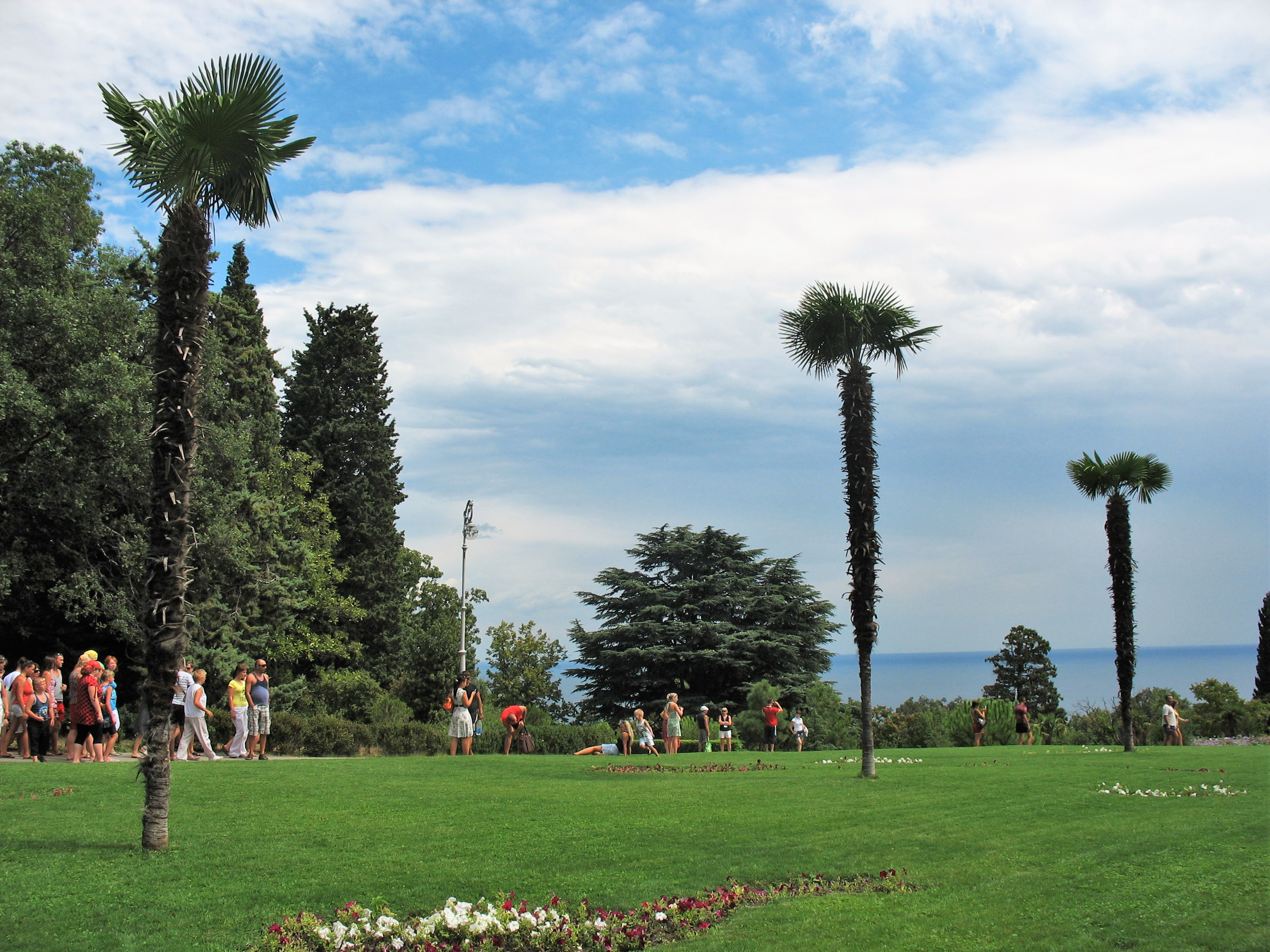
Liwadija

## Geographie
Liwadija liegt im äußersten Süden der Krim, 3 Kilometer südöstlich der Stadt Jalta, zu deren Stadtgemeinde es administrativ gehört.

## Name
Der Name Liwadija leitet sich wahrscheinlich aus dem altgriechischen ‚Eingang ins Paradies‘ ab.

## Geschichte

### Bis zum 17. Jahrhundert
Aus dem 3. Jahrtausend v. Chr. sind Gräber als erste Siedlungsspuren im Gebiet des heutigen Ortes bekannt.
Grabungen ergaben, dass im 8. bis 10. Jahrhundert dort eine Siedlung mit einer Kirche existiert hatte. Bis zum 12. Jahrhundert konnte an diesem Ort auf dem Hachla-Kajasy Felsen eine feudale Burganlage nachgewiesen werden. Im 17. Jahrhundert beherrschte die griechische Siedlung Aj-Jan (= heiliger Johann) das Areal.

### 1778 bis 1918
Als diese 1778 auf Befehl des Zaren Paul I. in das Gouvernement Asow umgesiedelt wurde, blieben einige Krimtataren hier wohnen. Im Jahr 1835 wurde die kleine tatarische Siedlung an diesem Ort in Liwadija umbenannt. In dieser Zeit wurde im Ort vom polnischen Adeligen Lew Potocki ein Herrenhaus mit großzügiger Parkanlage und Höfen angelegt. Im Jahr 1859 befanden sich auf Liwadija 30 Höfe, wo insgesamt 140 Menschen lebten.
Im Jahr 1861 wurde das Herrenhaus zur Sommerresidenz des russischen Zaren Alexander II. und der kaiserlichen Familie und in den folgenden Jahren umgebaut.
Zar Alexander III. verstarb im Jahr 1894 im Liwadija-Palast.
Dessen Sohn Nikolai II. ließ 1909 das Weiße Palais errichten, das bis heute erhalten ist.

### Seit 1918
Von 1931 bis 1941 wurde in der Palastanlage ein Sanatorium für Bauern betrieben. 1941 bis 1944 war Liwadija im Zweiten Weltkrieg von der deutschen Wehrmacht besetzt. Nach der Einnahme von Sewastopol und damit der gesamten Krim durch die 11. deutsche Armee fand im Schlossgarten von Liwadija am 6. Juli 1942 die zentrale Feierstunde zum Abschluss des Krimfeldzuges statt, auf der der kommandierende General Erich von Manstein zum Generalfeldmarschall ernannt wurde.
1944 wurde der Ort von der Roten Armee zurückerobert.

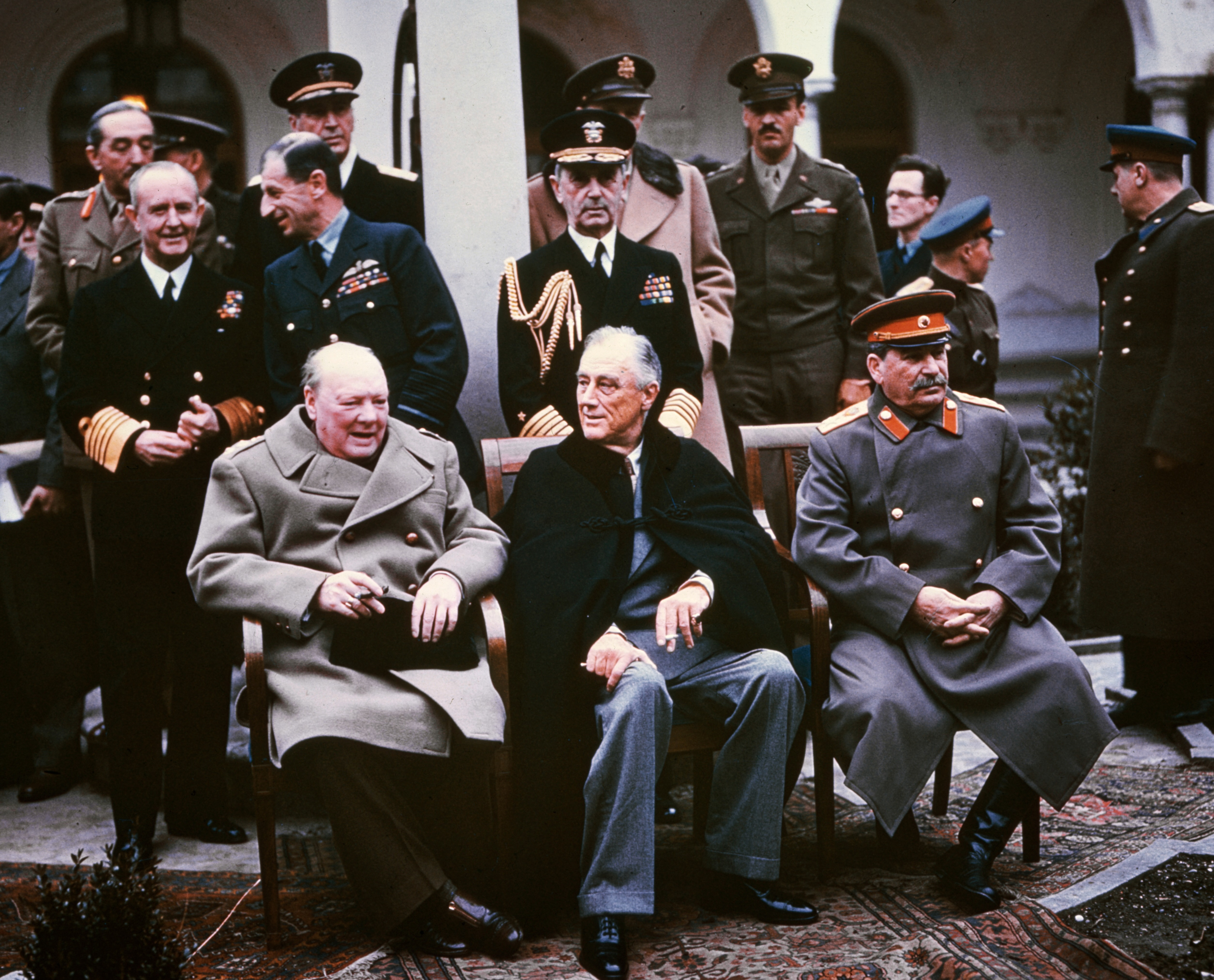
Churchill, Roosevelt und Stalin im italienischen Hof von Liwadija

Vom 4. bis 11. Februar 1945 fand im Liwadija-Palast die Konferenz von Jalta statt, an der die Führer der USA (Franklin D. Roosevelt), Großbritannien (Winston Churchill) und des Gastgebers Sowjetunion (Josef Stalin) über das Nachkriegseuropa verhandelten.
Der Asteroid des inneren Hauptgürtels (3006) Livadia ist nach Liwadija benannt.

## Sehenswürdigkeiten

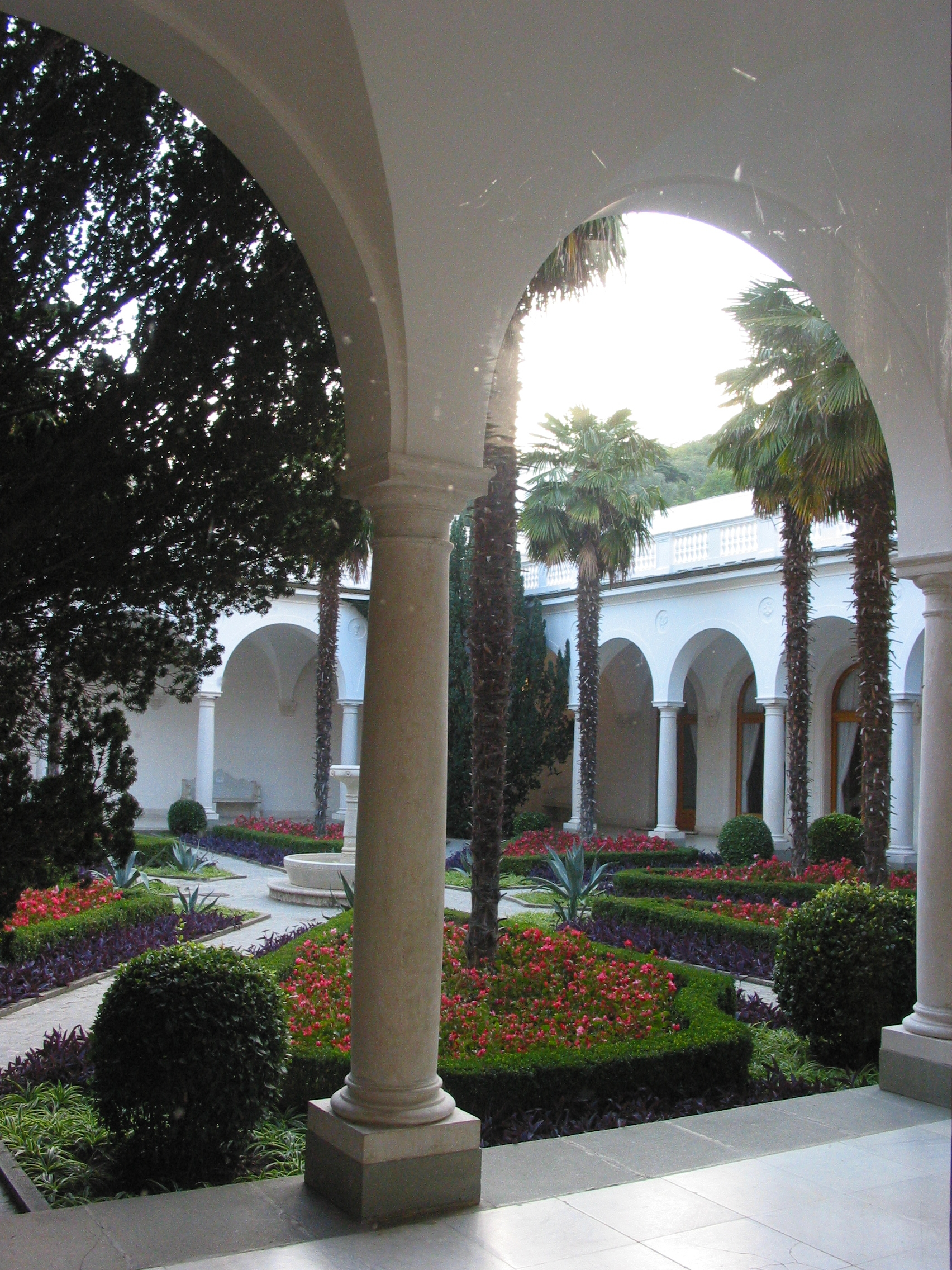
Innenhof

- Sommerresidenz der Zaren mit Museum

Das Weiße Palais wurde 1910 und 1911 im Auftrag von Zar Nikolai II. im frühen italienischen Renaissance- Baustil mit einem Innenhof in maurischem Stil errichtet, an Stelle eines Palastes aus dem 18. Jahrhundert. Als Baumaterial wurden spezielle oberflächenbehandelte weiße Kalksteine aus Inkerman verwendet. Das Gebäude enthielt 116 Räume in verschiedenen Stilen. Der Liwadija-Palast wurde zur Lieblingsresidenz des Zaren.
1974 wurde anlässlich eines offiziellen Staatsbesuchs des USA-Präsidenten Nixon im Haupttrakt ein zeitgeschichtliches Museum eingerichtet. Das Parterre ist dabei der Konferenz von Jalta gewidmet, wo die Räume noch genau so wie zur Zeit der Konferenz eingerichtet sind. Die obere Etage konnte 1992 mit den ursprünglichen Zarengemächern wieder eröffnet werden. Das Arbeitszimmer und die Gemächer der kaiserlichen Familie können besichtigt werden.